# Vardal
Vardal är en kyrkby i Gjøviks kommun i Innlandet fylke i sydöstra Norge. Orten ligger där fylkesväg 2388 möter fylkesväg 2408, nordväst om staden Gjøvik. Här finns Vardals kyrka.
Tidigare har orten utgjort centralort i dåvarande Vardals kommun.